# 댄 해리스
다니엘 해리스(영어: Daniel Harris, 1979년 12월 1일 ~ )는 댄 해리스(Dan Harris)라는 이름으로 알려져 있는 잉글랜드의 축구인이다. 2018년 현재 옥스포드 유나이티드 FC에서 아카데미 총괄 관리자를 맡고 있다.